# Dorp (Midden-Delfland)

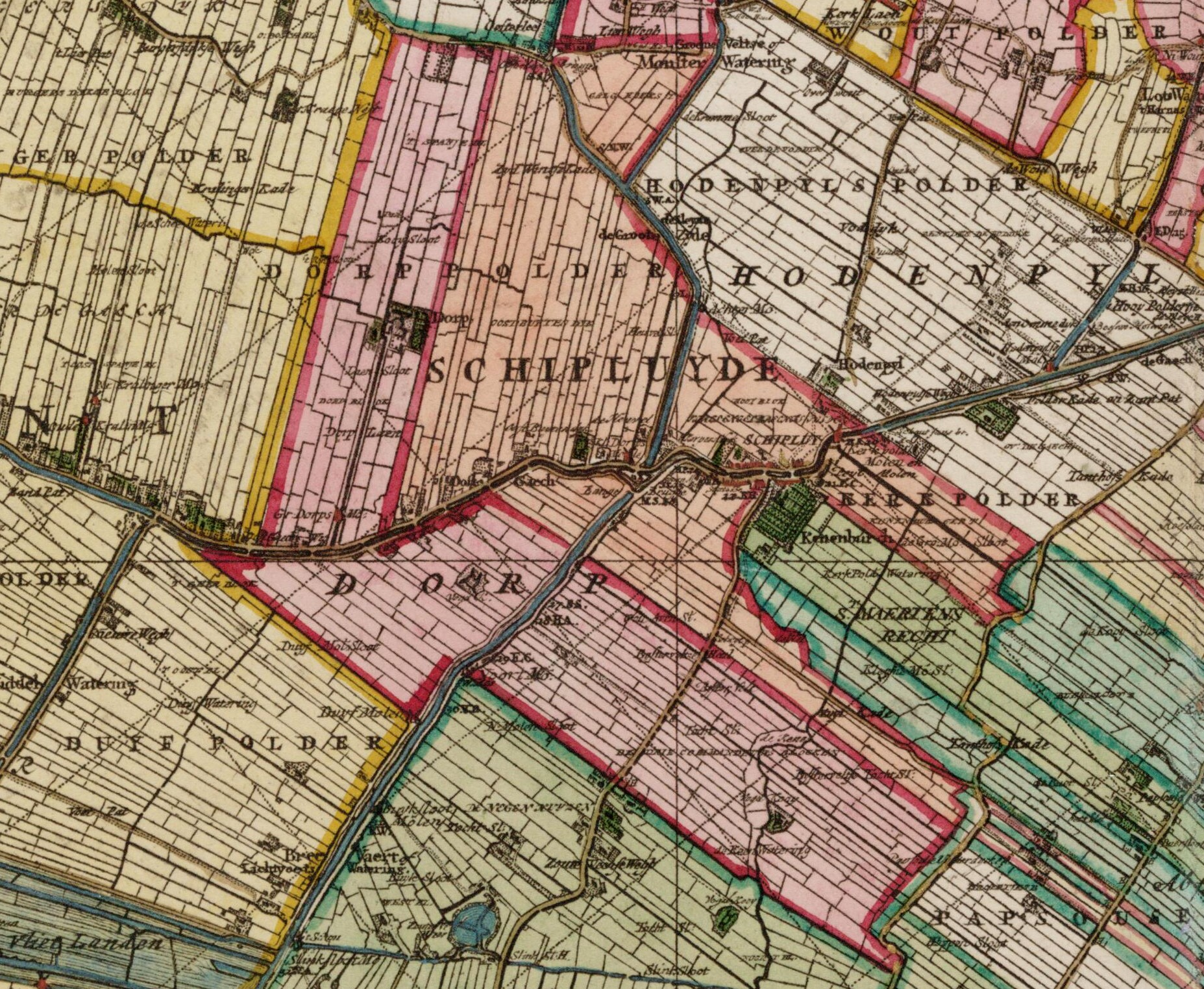
Het ambacht Dorp in roze op de Kruikiuskaart van 1712.

Dorp of Dorp-ambacht was een ambachtsheerlijkheid in de graafschap Holland. Tegenwoordig maakt het deel uit van de gemeente Midden-Delfland, in de Nederlandse provincie Zuid-Holland.

## Ligging
De heerlijkheid Dorp bestond voor het ene deel uit slechts het centrale deel van de Dorppolder tussen de heerlijkheden Schipluiden en Maasland. Zij strekte zich uit van de Oostgaag in het oosten tot de Oostbuurtseweg in het westen. Een tweede deel van de heerlijkheid lag aan de overzijde van de Oostgaag ter weerszijden van de Vlaardingsevaart tussen de heerlijkheid Sint Maartensregt ten noordwesten en de heerlijkheden Zouteveen en Maasland ten zuidoosten.
Verspreid over het ambacht stonden ongeveer tien huizen waarvan de meeste boerderijen. Het had geen eigen kerk en het werd ook niet als een buurtschap gezien. In 1561 bevonden zich elf huizen en acht jaar later waren er twaalf geregistreerd. Daarvan werden er vier voor belasting aangeslagen omdat de andere huizen te schamel of te slecht aan toe waren.

## Leenheren en leenmannen
Het ambacht was van oudsher een leen van de burggraven van Leiden. De eerste bekende leenheer van Dorp was Hendrick van Cuyck. De heerlijkheid ging over op de Van Wassenaars toen Philips IV van Wassenaar het in 1340 kocht, nadat de toenmalige leenheer Dirck van Cuyck was overleden. De Van Wassenaars bezaten de heerlijkheid ongeveer tweehonderd jaar toen de tak uitstierf met het overlijden van Jan II van Wassenaer in 1523. Jans dochter Maria was getrouwd met De Ligne en zo kwam de heerlijkheid bij die familie. Tijdens de Tachtigjarige Oorlog werden de bezittingen van de familie en ook het ambacht geconfisqueerd door de Staten van Holland, omdat familie De Ligne de Spanjaarden steunde. Na de oorlog kreeg de familie de heerlijkheid terug en verkocht het in 1657 aan een andere tak van de familie Van Wassenaar: de Van Duivenvoordes. Jacob van Wassenaer Obdam was de eerste leenheer van Dorp en na hem kwamen een aantal generaties.
De leenheer gaf het ambacht in leen aan de leenman. De eerste leenman Van Dorp die vaststaat was Arent I van Dorp in circa 1250. Deze eerste tak stierf uit met de dood van Arent's kleinzoon Baerte van Dorp in 1373. Het ambacht ging naar Willem van den Vene die een achterkleinzoon was van Arent. Zijn zoon Philips kreeg geen mannelijke opvolgers, zodat in 1411 het ambacht overging naar Philips achterneef Jan van Uterlier. Jan veranderde zijn naam naar Van Dorp. Het ambacht bleef vervolgens tot 1771 in deze familie met uitzondering van de periode 1525-1568. Ondanks hun betrekkelijk bescheiden afkomst en het kleine ambacht hadden een aantal Van Dorps hoge posities weten te bemachtigen. Zo had Philips I van Dorp het geschopt tot thesaurier van Holland, had Jan II van Dorp verschillende functies bekleed aan het grafelijke hof van Holland en zat Cornelis I van Dorp in de raad van Maria van Bourgondië. Frederik van Dorp was een belangrijk militair tijdens de Tachtigjarige Oorlog, Philips II van Dorp was admiraal en Arent Adriaan van Dorp was bevriend met stadhouder Willem III. De laatste Van Dorp liet na zijn dood veel schulden na en dat was de reden dat zijn dochter de erfenis niet accepteerde. Het ambacht werd op een veiling gekocht door Willem Hendrik van Steenberch die ook heer van Keenenburg was. Na hem kwam het achtereenvolgens in handen van de familie Saffin, Larcher Houth en de familie Gevaerts.

## Huis ten Dorp
In de Dorppolder stond het Huis ten Dorp, een kasteel op een kunstmatige verhoging, een motte, uit omstreeks het midden van de dertiende eeuw. Vervolgens verrees er een boerderij. Het kasteel was geen onderdeel van het leen, zoals vaak het geval was, maar was eigendom van de familie Van Dorp. Eind zestiende eeuw begon het verval van het kasteel en in de zeventiende eeuw was Huis ten Dorp in handen van de familie Van Wassenaer Obdam. Begin achttiende eeuw stonden alleen nog de muurtorens overeind en in de negentiende eeuw was het kasteel verdwenen.

## Van ambacht naar gemeente
Na 1795 vormde de voormalige heerlijkheid samen met de heerlijkheid Sint Maartensregt de gemeente Sint Maartensregt die soms ook Sint Maartensregt en Dorppolder werd genoemd. In 1855 werd de gemeente Sint Maartensregt tegelijk met de gemeente Hodenpijl bij Schipluiden gevoegd. In 2004 fuseerde deze gemeente met Maasland tot de gemeente Midden-Delfland.